# Alv Gjestvang
Alv Gjestvang   (Østre Toten, 13 de setembre de 1937 - Lillehammer, 26 de novembre de 2016) va ser un patinador de velocitat noruec, guanyador de dues medalles olímpiques.
El 1956 va prendre part en els Jocs Olímpics d'Hivern de Cortina d'Ampezzo, on guanyà la medalla de bronze en la prova dels 500 metres del programa de patinatge de velocitat. Quatre anys més tard, als Jocs de Squaw Valley, fou sisè en aquesta mateixa prova. El 1964, a Innsbruck, disputà, els seus tercers, i darrers, Jocs Olímpics. En aquesta ocasió guanyà la medalla de plata en els 500 metres. Aquesta medalla fou compartida amb Yevgeny Grishin i Vladimir Orlov.